# Inworth
Inworth – wieś w Anglii, w hrabstwie Essex, w dystrykcie Colchester. Leży 20 km na północny wschód od miasta Chelmsford i 69 km na północny wschód od Londynu.